# Bernard Zimmer
Pour les articles homonymes, voir Zimmer.
Bernard Zimmer est un écrivain de théâtre, scénariste et dialoguiste français né à Grandpré le 30 avril 1893 et mort à Paris le 2 juillet 1964. Il était issu d’une famille alsacienne catholique, ayant quitté cette région après son annexion par l’Allemagne en 1871.

## Biographie
Initialement avocat, il abandonne cette profession pour le journalisme et l'écriture. Il publie en 1912-1913 dans la revue La Vasque. 
Bernard Zimmer s 'est fait connaître comme auteur de nombreuses comédies qui ont été représentées avec succès au Théâtre de l'Atelier et à la Comédie des Champs-Élysées. Lié au Cartel des quatre, il a travaillé avec Charles Dullin et Louis Jouvet pour le théâtre et aussi publié des adaptations du théâtre antique notamment Les Oiseaux d'Aristophane représenté au théâtre de l'Atelier en 1927.
Jean Giraudoux écrivait de lui : « parler des comédies de Bernard Zimmer, c'est parler de la Comédie. Il a réussi à isoler ce genre, du mélange de berquinade, de farce, et d'imprécations qu'est actuellement notre théâtre et à lui rendre son redoutable caractère. On lui reproche d'être dur, c'est que la comédie est un peu féroce… »
Maurice Sachs comptait BZ «parmi les plus célèbres écrivains de théâtre» de son époque : "écrivain très fin, grand connaisseur du métier théâtral et comique non sans satire, mais sans mauvais goût; il se range parmi ces auteurs qui font naître un bon rire…" 
Bernard Zimmer a aussi été très actif au cinéma comme scénariste et dialoguiste de près de 28 films tournés par les plus grands metteurs en scène entre 1932 et 1956. 
Installé a Vézelay aux pieds de l'Abbatiale, il en a écrit le texte du premier son et lumière dans les années 1950.

### Famille
Bernard Zimmer a eu trois enfants de son mariage avec Germaine Schrœder,  connue  pour son activité d'artiste-relieur : Paule (de Laroussilhe) née en 1926, Pierre né en 1927 et Jacques.

## Œuvres théâtrales
- Le Veau gras, 1924 (théâtre de l'Atelier)
- Les Zouaves, 1925 (théâtre de l'Atelier)
- Bava l'Africain, 1926 (Comédie des Champs-Élysées)
- Les Oiseaux, adaptation libre d'après Aristophane, 1928 (théâtre de l'Atelier)
- Le Coup du 2 décembre 1928, (Comédie des Champs-Élysées)
- Beau Danube Rouge, création le 21 avril 1931 au Théâtre Montparnasse, mise en scène de Gaston Baty.

Toutes ses œuvres ont été publiées chez Gallimard, éditions de la NRF. 

## Œuvres au cinéma
- 1956 : Marie-Antoinette reine de France (dialogue) (Scénario)
- 1952 : Le Jugement de Dieu (adaptation et dialogue)
- 1950 : Souvenirs perdus (dialogue)
- 1948 : Fort de la solitude (dialogue & screenplay)
- 1946 : Le Capitan de Robert Vernay, scénario
- 1945 : Le Père Goriot de Robert Vernay, scénario et adaptation d'Honoré de Balzac
- 1944 : L'Homme à femmes (adaptation) (dialogue) (non crédité) (Scénario)
- 1944 : Le Bossu (scénariste)
- 1943 : Un seul amour de Pierre Blanchar, scenario et adaptation d'Honoré de Balzac
- 1943 : Secrets (adaptation) (dialogue)
- 1942 : Pontcarral, colonel d'Empire de Jean Delannoy, scenario et dialogues
- 1942 : La Neige sur les pas (dialogue)
- 1941 : La Nuit de décembre (dialogue)
- 1939 : Le Veau gras (play)
- 1938 : Le Capitaine Benoît (scénario)
- 1938 : Le Joueur d'échecs (scénariste)
- 1938 : Le Joueur (adaptation et dialogue)
- 1938 : Les Gens du voyage (dialogue)
- 1937 : La Dame de pique (dialogue)
- 1937 : Un carnet de bal de Julien Duvivier, adaptation et dialogues
- 1937 : Marthe Richard, au service de la France (dialogue)
- 1937 : Le Coupable (scénariste)
- 1936 : Au service du tsar (dialogue)
- 1936 : Die klugen Frauen (scénariste)
- 1936 : Deuxième Bureau (scénariste)
- 1935 : La Kermesse héroïque de Jacques Feyder, scenario et dialogues
- 1934 : Caravane d'Erik Charell, scenario
- 1934 : The Battle (scénariste)
- 1934 : Liliom de Fritz Lang, dialogue
- 1934 : Cessez le feu de Jacques de Baroncelli (dialogue)
- 1933 : La Bataille (dialogue)
- 1932 : À moi le jour, à toi la nuit (dialogue)
- 1932 : Un rêve blond (adaptation) (dialogue)